# Altura-x (tipografia)

Altura-x (x-height) esquematizada

Altura-x é a altura das letras minúsculas de uma família tipográfica. A observação da altura-x é importante para solucionar problemas de legibilidade tipográfica no estágio projetual de um família tipográfica.